# Iota d'Àries
Iota d'Àries (ι Arietis) és una estrella binària de la constel·lació d'Àries.
Iota d'Àries és una binària espectroscòpica classificada com una supergegant groga del tipus G de la magnitud aparent +5,09. El període orbital de la binària és de 1567,7 dies i les dues components estan separades 0,01 segons d'arc.